# KYPCK
KYPCK (del ruso Курск, «Kursk» en el alfabeto cirílico) fue una banda finlandesa de doom metal formada en 2007.
Afirman de sí mismo que hacen “Fast Russian Doom Metal From Finland”. El vocalista Erkki Seppänen habla frecuentemente en ruso y ha trabajado en la embajada finlandesa de Moscú. Su primer álbum "Черно" (Cherno) fue lanzado el 12 de marzo de 2008 en Finlandia, en versiones de CD y digipack. Hay letras rusas en cirílico y traducciones en inglés en el libro de letras dentro del álbum. También terminaron de grabar su segundo álbum Ниже (Nizhe) en enero de 2010, por lo que fue lanzado el 9 de febrero de 2011.
En 2024, los músicos realizaron una gira de despedida, tras la cual el grupo dejó de existir oficialmente bajo el nombre de KYPCK. El nuevo grupo contará con los mismos músicos, pero la banda tocará con otro estilo y bajo otro nombre.

## Miembros
- Erkki Seppänen – Vocalista (2007-2024)
- Sami Lopakka – Guitarrista (2007-2024)
- Sami Kukkohovi – Guitarrista (En concierto 2008–2011, 2011-2024)
- J. T. Ylä-Rautio – Bajista (2007-2024)
- A.K. Karihtala – Batería (2011-20024)

## Antiguos miembros
- Hiili Hiilesmaa – Batería (2007–2011)

## Discografía

### Álbumes de estudio
- 2008: Черно
- 2011: Ниже
- 2014: Imena na stene
- 2016: Zero
- 2024: Prestupleniya protiv chelovechestva

### Sencillos
- 2008: «1917»
- 2014: «Imja na stene / Deti Birkenau»
- 2016: «All About Us»

## Videografía
- 2008: 1917
- 2009: Stalingrad
- 2011: Alleya Stalina
- 2014: Imja na stene
- 2014: Deti Birkenau
- 2016: All About Us (cover de t.A.T.u.)
- 2016: Ja svoboden